# 跟着我一起
《跟着我一起》（英語：Follow Me）是杨超越与京都念慈菴于2018年9月23日合作推出的中國內地养肺主题曲，也是杨超越出道以来发行的首张个人单曲。整首歌曲曲风轻快甜美可爱，旨在向大家传播健康生活，甜蜜养肺的理念。

## 歌曲简介

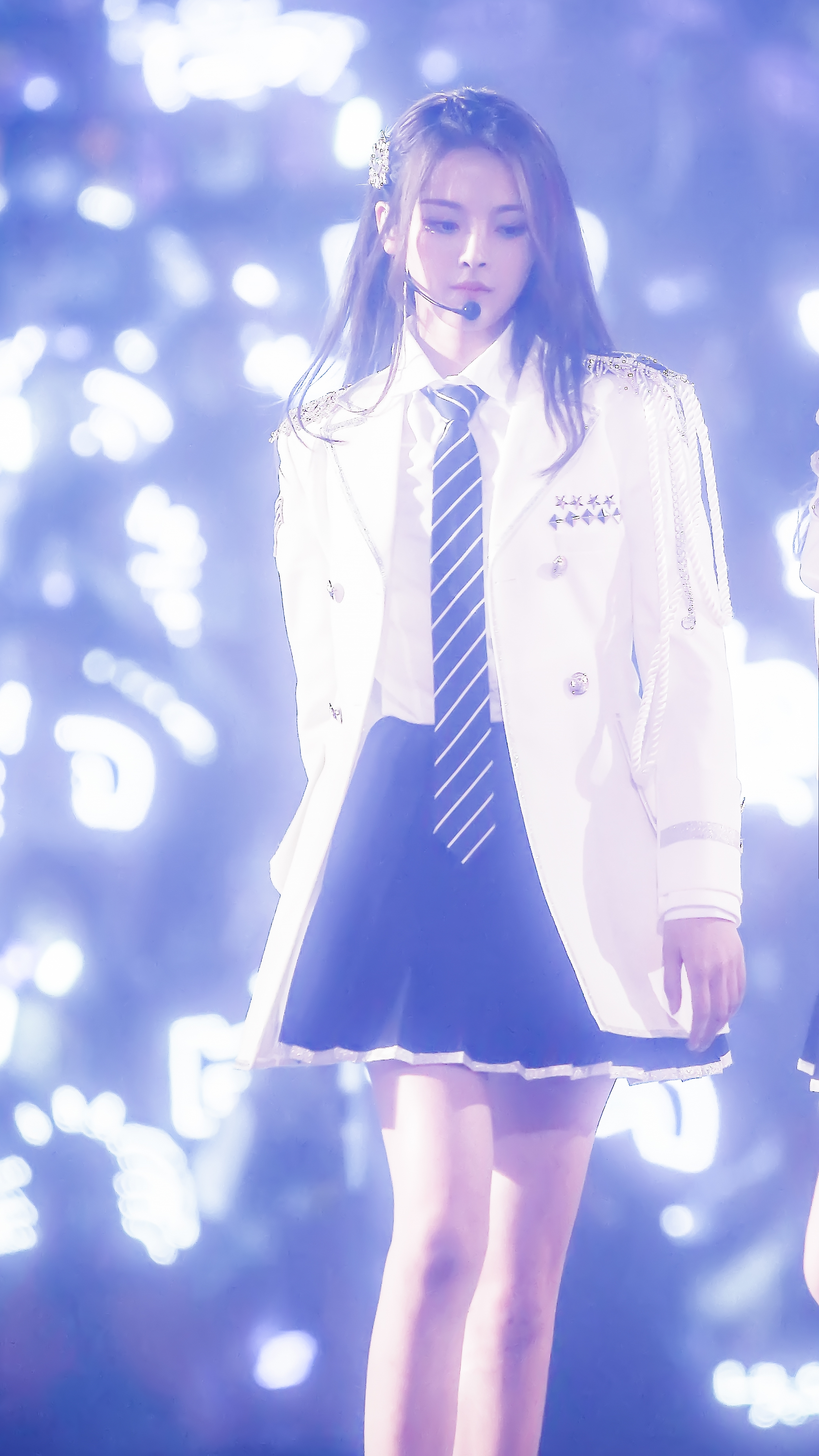
杨超越在演唱会上

《跟着我一起》是杨超越与京都念慈菴于2018年9月23日合作推出的中國內地广告单曲，也是杨超越出道两月以来发行的首张个人单曲。整首歌曲由殷巧儿作词、澳门音乐人曾庆欣作曲并编曲，曲风轻快甜美可爱，旨在向大家传递健康理念。

## MV剧情
《跟着我一起》的MV由知名导演钟熙宇拍摄制作而成。这支养肺主题曲MV讲述了杨超越学习舞蹈的故事。 故事开始杨超越因练习不好舞蹈而垂头丧气，一旁的小菴看在眼里，并将她带入梦中。 梦中她与少女们一起嬉笑打闹，更是在他人的帮助下，一点一点地学会了舞蹈，最后在舞台上自信的展示自己。

## 影响
《跟着我一起》是杨超越的第一首单曲，该曲还未推出便备受关注。该曲正式发行后迅速登上了QQ音乐的排行榜单前排，受到了众多网友们的支持。杨超越在MV中的打扮令人眼前一亮且表现自然少女感十足。有媒体对此评论称，“全村的希望”从这里开始迈出个人商业化第一步。截至2019年8月26日，歌曲在豆瓣音樂上根據2092份評價獲得了5.4分的評價。